# Menologion Basileios’ II.

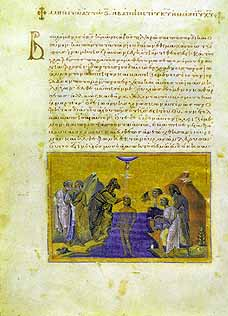
Menologion Basileios’ II.: Taufe Christi, Byzanz, um 1000

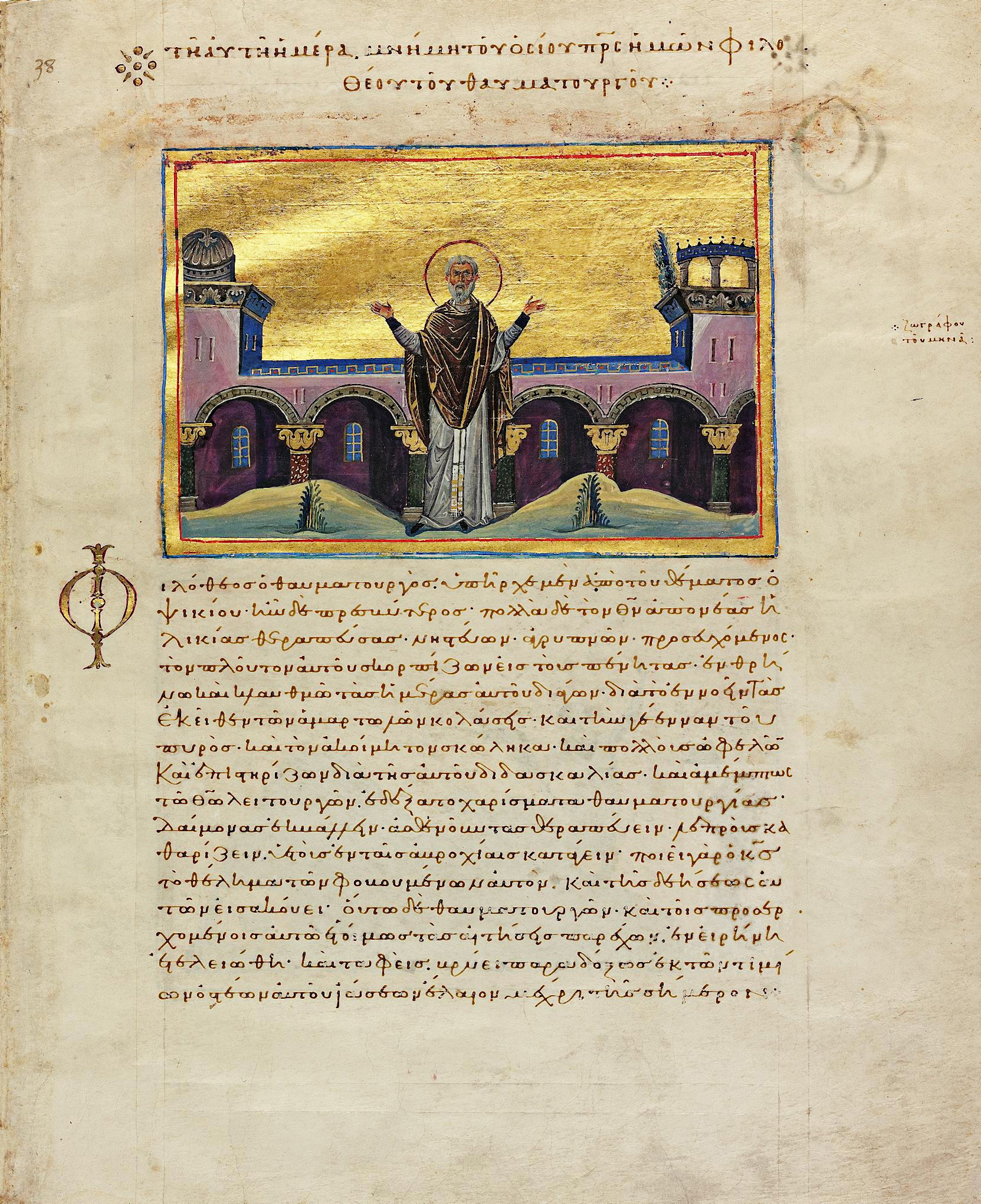
Ein Heiligenleben

Das Menologion Basileios’ II. ist eines der Hauptwerke byzantinischer Buchmalerei. Es handelt sich dabei um ein um 1000 für den Kaiser Basileios II. (976–1025) geschaffenes Konstantinopler Synaxarion (der Rezension B*), eine Sammlung kurzer Heiligenleben für den liturgischen Gebrauch im byzantinischen Ritus. Mit 430 Miniaturen auf Goldgrund handelt es sich um die am prachtvollsten ausgestattete byzantinische Handschrift. Die auf Pergament in griechischer Sprache und sogenannter Perlschrift geschriebene Handschrift befindet sich heute in der Biblioteca Apostolica Vaticana, Signatur: Vaticanus graecus 1613 (Vat. gr. 1613).

## Bedeutendes Manuskript der Hagiographie
Das Menologion Basileios’ II. ist eines der am prunkvollsten ausgemalten erhaltenen Manuskripte aus Byzanz. Eine Seite besteht in der Regel aus einem sechzehnzeiligen Text, zu dem ein Maler ein Bild zu einem oder einer Gruppe von Heiligen oder einem Festtag geschaffen hat. Die über 430 Bilder sind ein wichtiges Beispiel der Hagiographie, der Ehrung von Heiligen, in der Buchkunst in Byzanz. Texte und Bilder stellen nur die eine Hälfte des Heiligenkalenders des byzantinischen Liturgischen Jahres dar (September bis Februar), daher ist anzunehmen, dass es einen zweiten Band des Werkes gab, der aber verloren ging.

## Liturgisches Werk des byzantinischen Kaisertums
Das Werk war wohl vom Kaiser in Auftrag gegeben und für den Gebrauch durch den Klerus am Hof bestimmt. Es verherrlicht dabei auch den Kaiser und stellt ihn als Kämpfer zum Schutz der byzantinischen Christenheit gegen das Vordringen des Bulgarischen Reichs dar, dessen Angriff auf die Christen drastisch illustriert wird. Auch Figuren wie die Erzengel werden von den Malern kämpferisch dargestellt.

## Künstler
Die Künstler, die die Bilder zum Menologion beigetragen haben, malen perspektivisch und bewegen sich somit weg von einer bis dahin oft üblichen flächigen Darstellung. Gestik der Figuren und Faltenwurf ihrer Kleider werden lebendig dargestellt und Architektur und Hintergrund sind gut beobachtet. Auch der Gesichtsausdruck wird in natürlicher Weise gemalt. Es zeigt sich der Malstil einer manchmal als Makedonische Renaissance bezeichneten Epoche, in der Maler wieder stärker auf antike Vorbilder zurückgriffen.
Am Rand der Bilder im Menologion sind – äußerst ungewöhnlich für eine byzantinische Handschrift – in der Hand eines Schreibers die Namen der Maler der jeweiligen Illustration angegeben. Es können insgesamt acht Namen unterschieden werden. Ein Maler namens Pantoleon, der möglicherweise auch in anderen Dokumenten der Zeit nachweisbar ist, scheint der führende Meister der Gruppe gewesen zu sein, die wohl als Hofmaler in einer Werkstatt gemeinsam arbeiteten. Weiter sind Georgios, Michael der Jüngere, Michael von Blachernae, Simeon, Simeon von Blachernae, Menas und Nestor unterschieden.
Es handelt sich bei den Namen allerdings nicht um Signaturen der Maler selbst, da wie im Mittelalter üblich nicht der individuelle Künstler, sondern die Botschaft des Bildes im Vordergrund stand. Daher waren Signaturen in keiner Weise üblich. Die Bedeutung der mit anderer Hand im Menologion Basileios’ II. angebrachten Information zu den Malern der Bilder ist nicht sicher zu klären und die Zuordnung eines der Namen bei der Abbildung der Illustrationen heute nicht üblich.

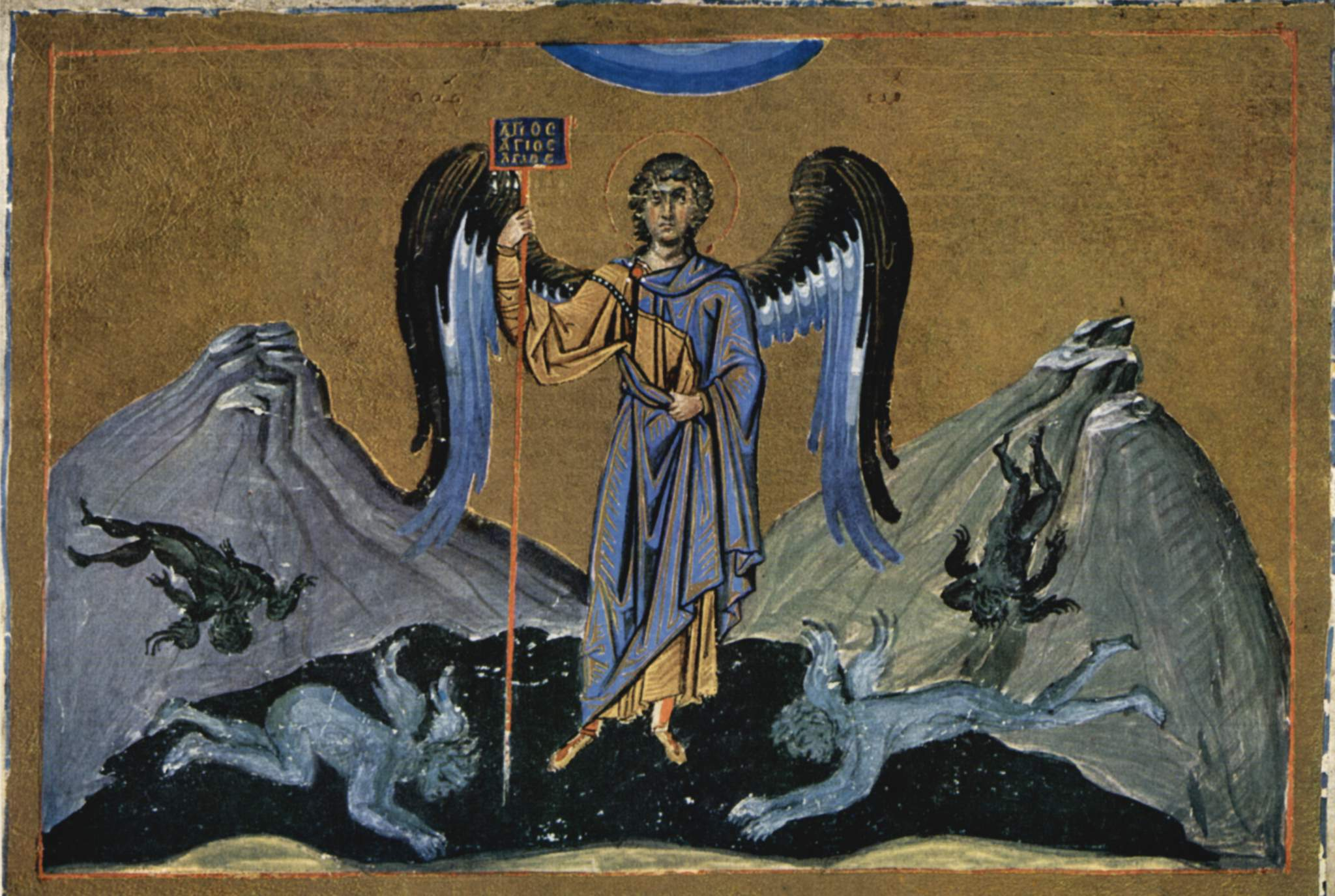
Der Erzengel Michael
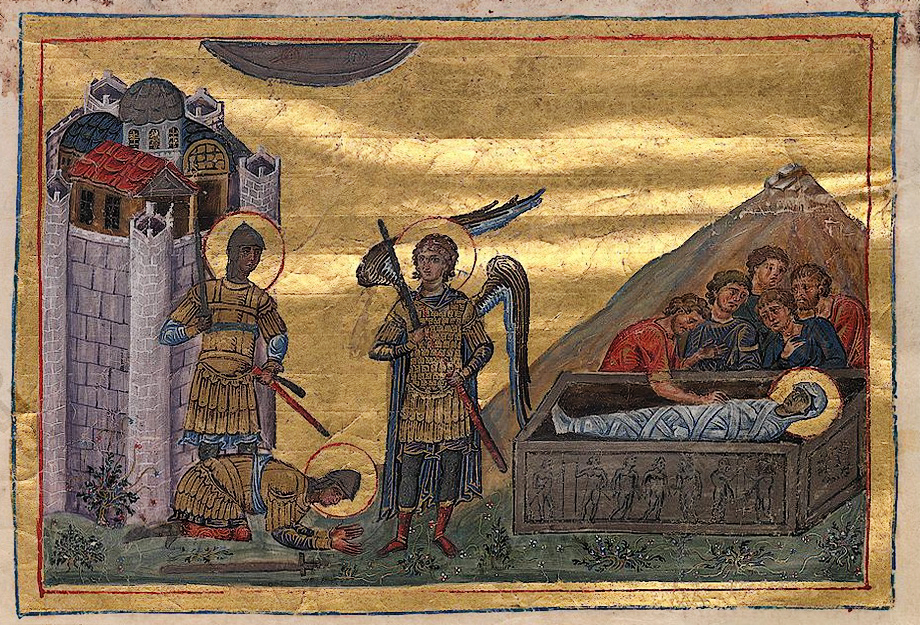
Begegnung Josuas mit dem „Anführer des Heeres des Herrn“
Heiden und christliche Märtyrer
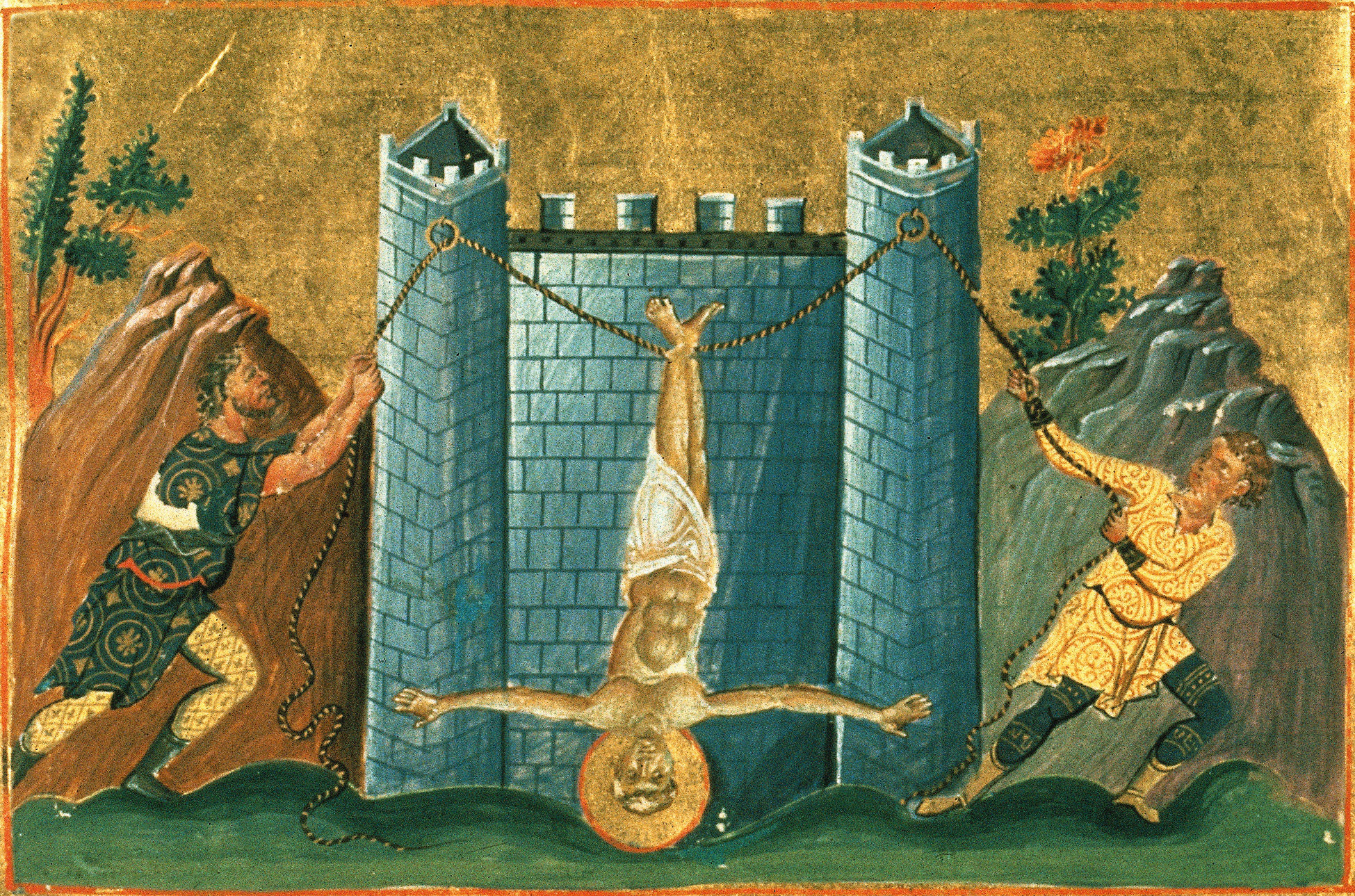
Martyrium des Apostels Philippus
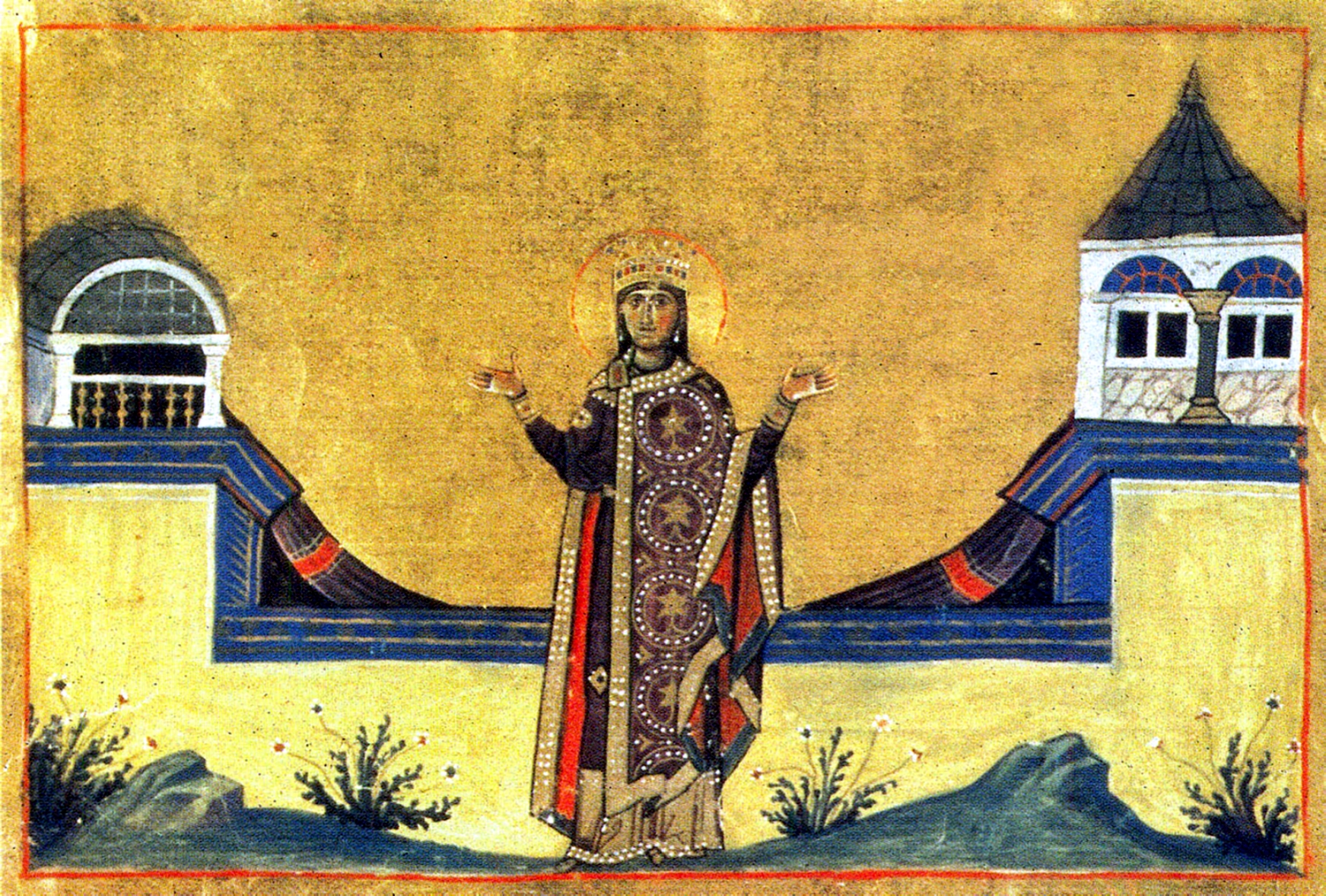
Theophano Martiniake
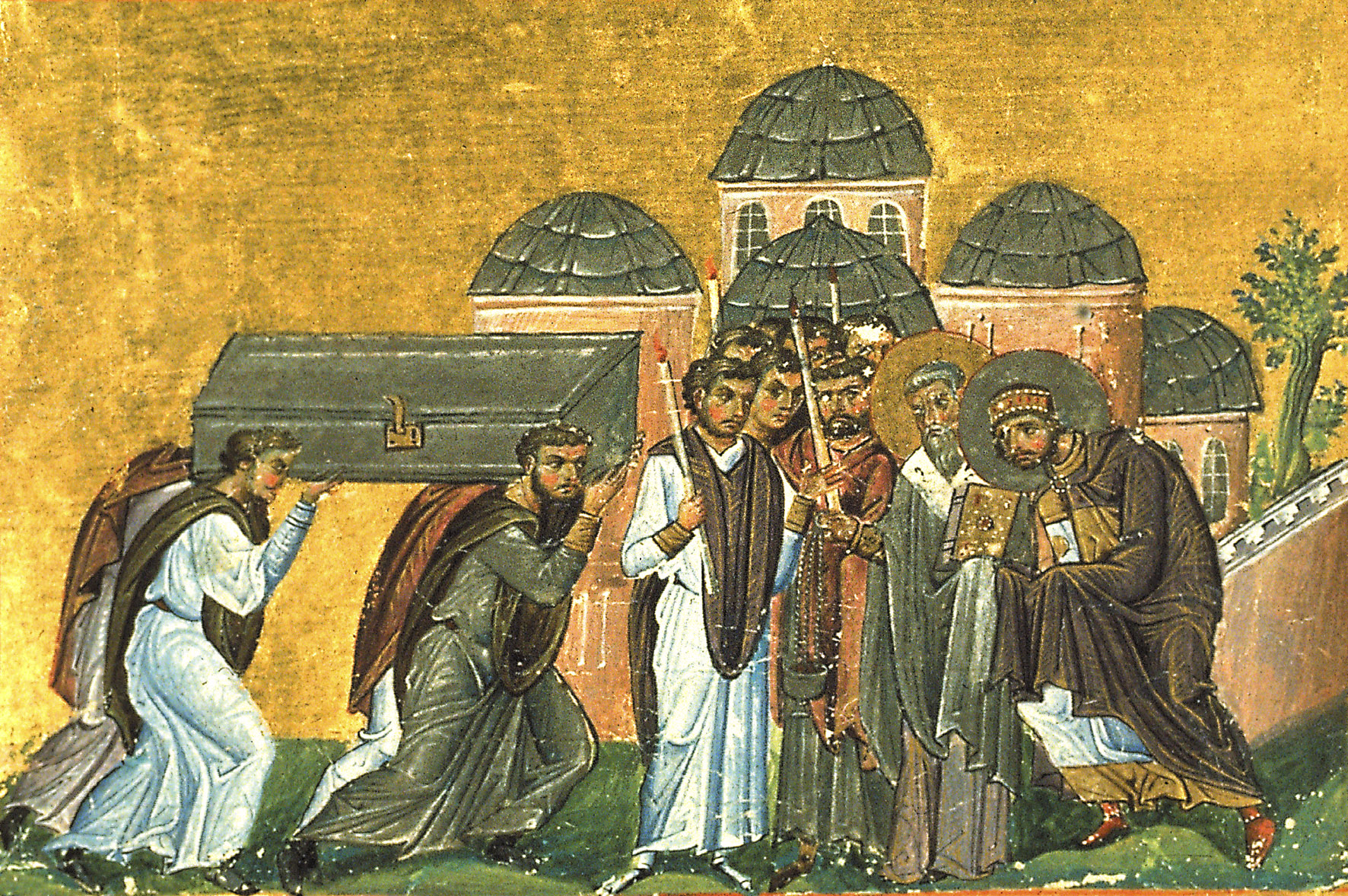
Überführung der Reliquien des heiligen Johannes Chrysostomos in die Apostelkirche